# Milan Skrobanek
Milan Skrobanek (* 1984 in Ahlen) ist ein deutscher Filmemacher und Dokumentarfilmer.

## Leben
Skrobanek bestand 2004 im westfälischen Ahlen sein Abitur und absolvierte zwischen 2007 und 2013 ein Filmstudium an der Hochschule für bildende Künste (HfbK) in Hamburg sowie an der École des Beaux-Arts in französischen Marseille. Zu seinen Dozenten an der HfbK gehörten Pepe Danquart und Wim Wenders.

### Werke
Er drehte während seiner Studienzeit die Kurzfilme „Seit dem Tod meiner Mutter“ (2009), „Henrik“ (2011), der unter anderem auf dem Hannoveraner Filmfest up-and-coming sowie dem Kurzfilmfestival Münster lief, und „Wie in schlechten Zeiten“ (2012), der unter anderem beim Kurzfilmfestival Hamburg gezeigt wurde.
Am 1. November 2012 wurde sein Abschlussfilm „Die Chinesen Europas“ uraufgeführt. Skrobanek, der selbst ab seiner Jugend Tischtennis spielte und es bis in die Regionalliga (DJK Borussia Münster) schaffte, begleitete für den Dokumentarfilm die deutsche Tischtennis-Nationalmannschaft vor und während der Mannschaftsweltmeisterschaft 2012.
2015 brachte er „Im Derby-Dreieck“ heraus. Der Dokumentarfilm beleuchtet die Rivalität der Fußballvereine Arminia Bielefeld, Preußen Münster und VfL Osnabrück während der Drittligaspielzeit 2014/15. Das Werk wurde beim Internationalen Fußballfilmfestival „11mm“ im Jahr 2015 gezeigt.
Sein Dokumentarfilm „Starting 5“ über die Basketballmannschaft Hamburg Towers lief 2016 beim Filmfest Hamburg und wurde im April 2018 vom Norddeutschen Rundfunk ausgestrahlt.